# Église Saint-André de Châteauroux
Pour les articles homonymes, voir Église Saint-André et Saint André.
Ne doit pas être confondu avec Église Notre-Dame de Châteauroux ou Église Saint-Martial de Châteauroux.
L'église Saint-André de Châteauroux est une église catholique française. Elle est située sur le territoire de la commune de Châteauroux, dans le département de l'Indre, en région Centre-Val de Loire.

## Situation

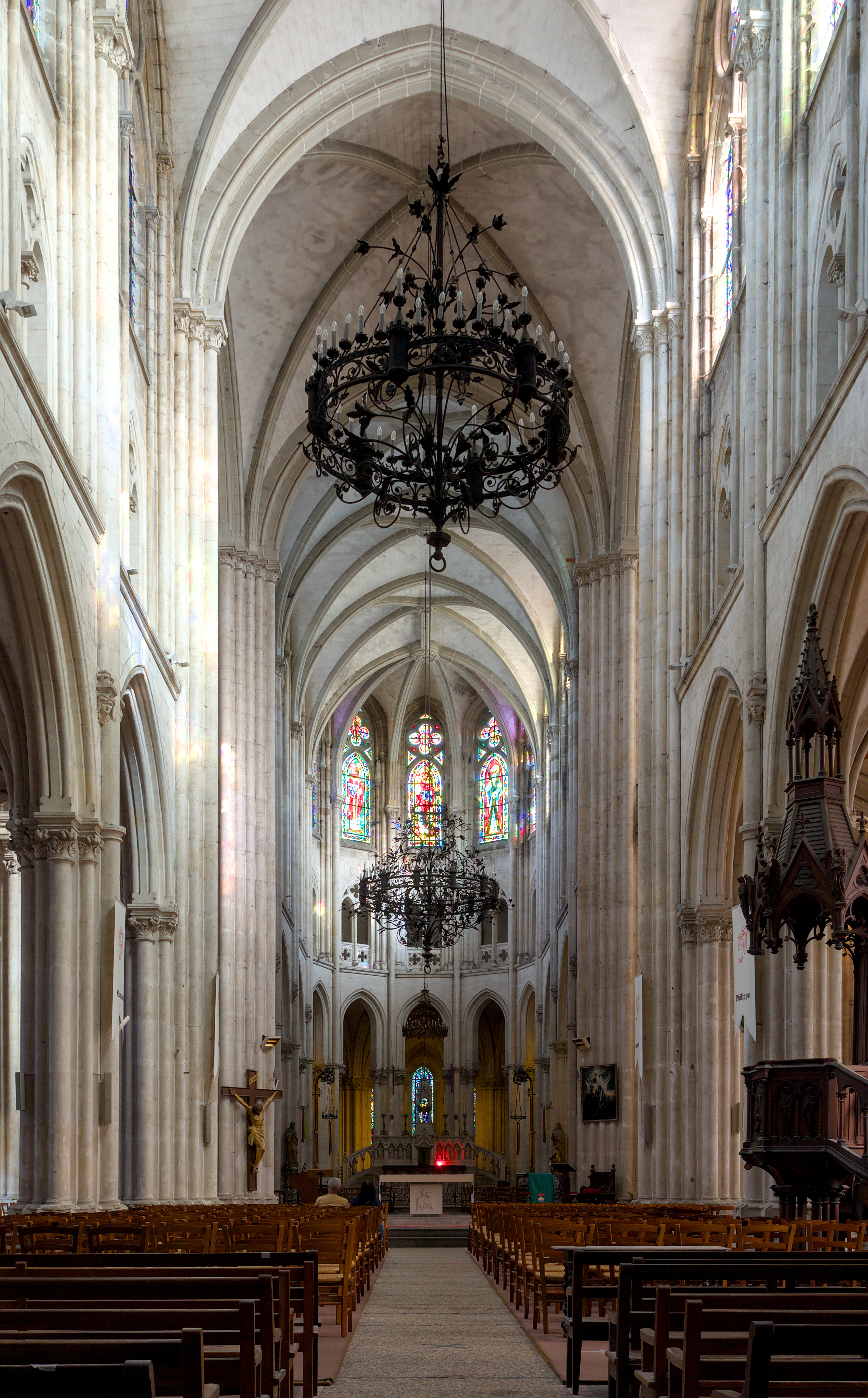
La nef et la voûte.

L'église se trouve dans la commune de Châteauroux, au centre du département de l'Indre, en région Centre-Val de Loire. Elle est située dans la région naturelle de la Champagne berrichonne. L'église dépend de l'archidiocèse de Bourges, du doyenné de Châteauroux et de la paroisse des Saints-Apôtres - Châteauroux.

## Histoire
L'église fut construite au XIXe siècle, plus exactement à partir de 1869, et fut inaugurée en 1876.

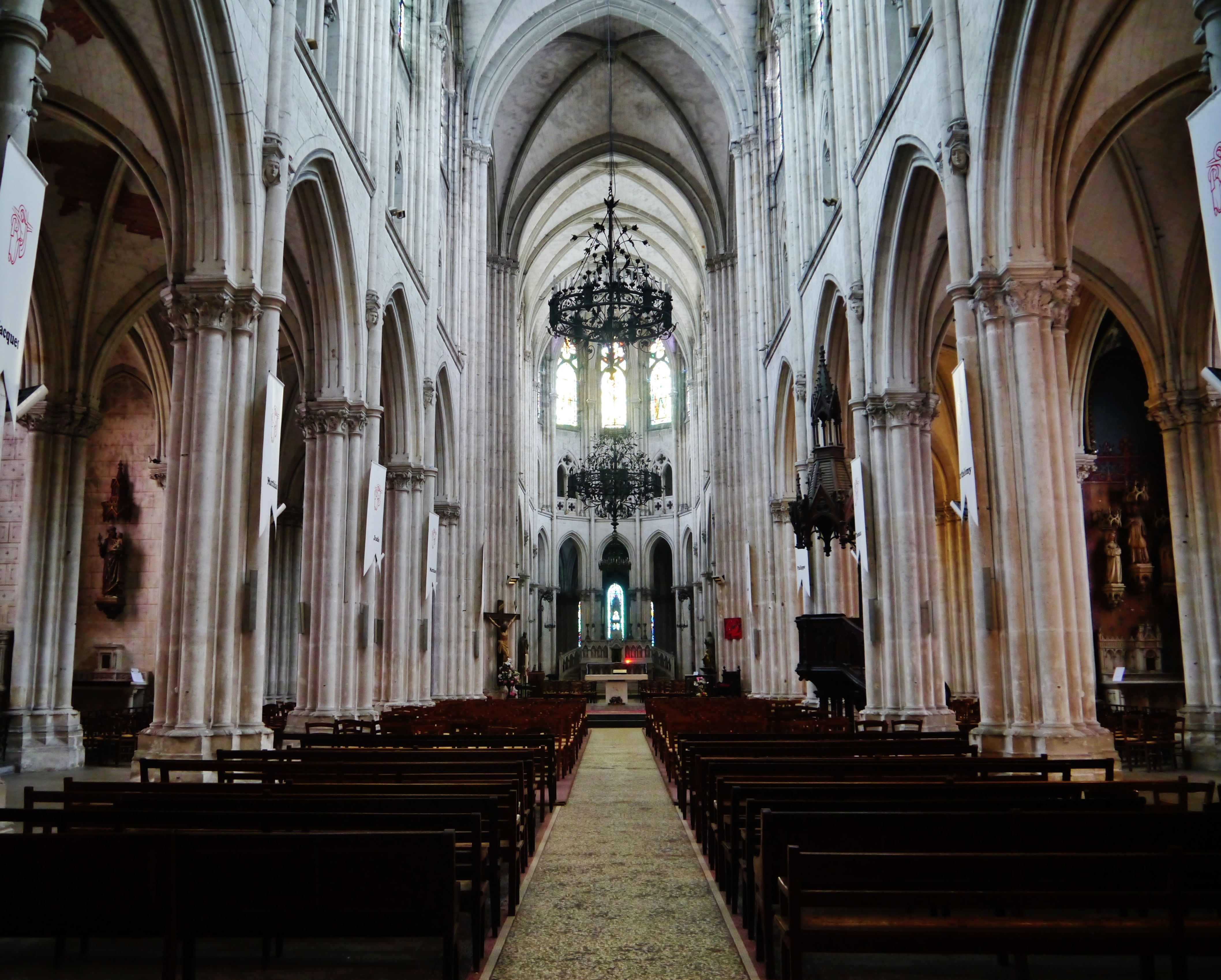
La nef.

La première église Saint-André ayant été démolie à la Révolution, la construction d'une nouvelle église est décidée en 1843 et confiée à l'architecte départemental André Bisson puis, après un arrêt des travaux pendant une vingtaine d'années, poursuivie par Alfred Dauvergne. Ce dernier réalise, sur un terrain concédé par la famille du Général Bertrand et à partir de plans destinés à l'origine à la construction de la basilique Sainte-Clotilde de Paris, une église à trois nefs, avec un transept et deux clochers en façade, dans un style inspiré du gothique du XIIIe siècle.
L'édifice a conservé une partie de son mobilier d'origine. Les vitraux sont de l'atelier Lobin, à Tours, et ont été posés en 1875-1876. Les verrières du chœur, endommagées par le bombardement de la gare en 1944, ont été remplacées par des vitraux de Dettviller et Tillier d'Issoudun sur des cartons d'André-Louis Pierre, posés en 1955 et 1963.
L'édifice est inscrit au titre des monuments historiques, le 15 avril 2009.

## Description
Cette église fait 87 mètres de long, 35 mètres de large et culmine à 60 mètres.

## Galerie

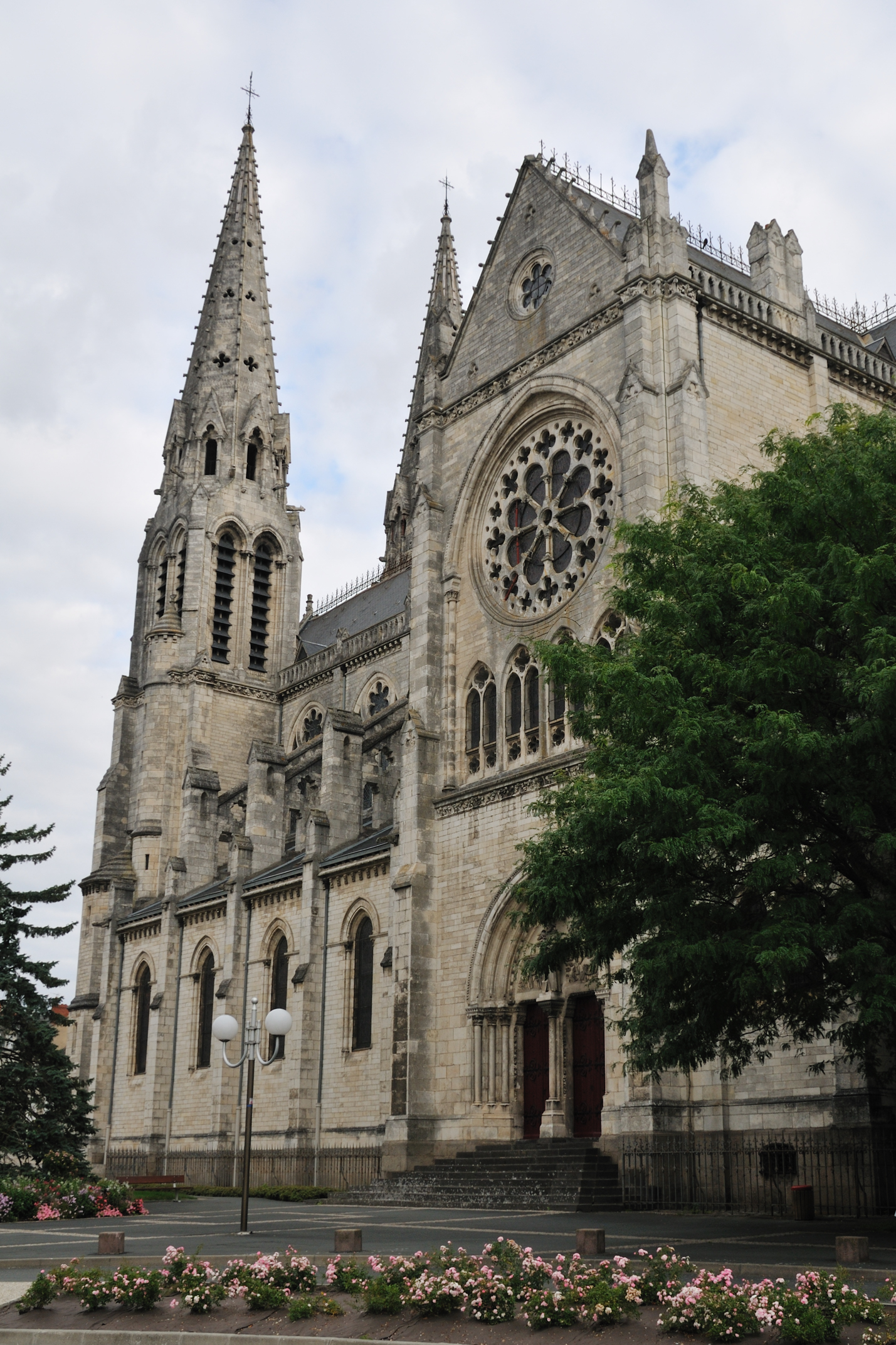
L'église Saint-André.
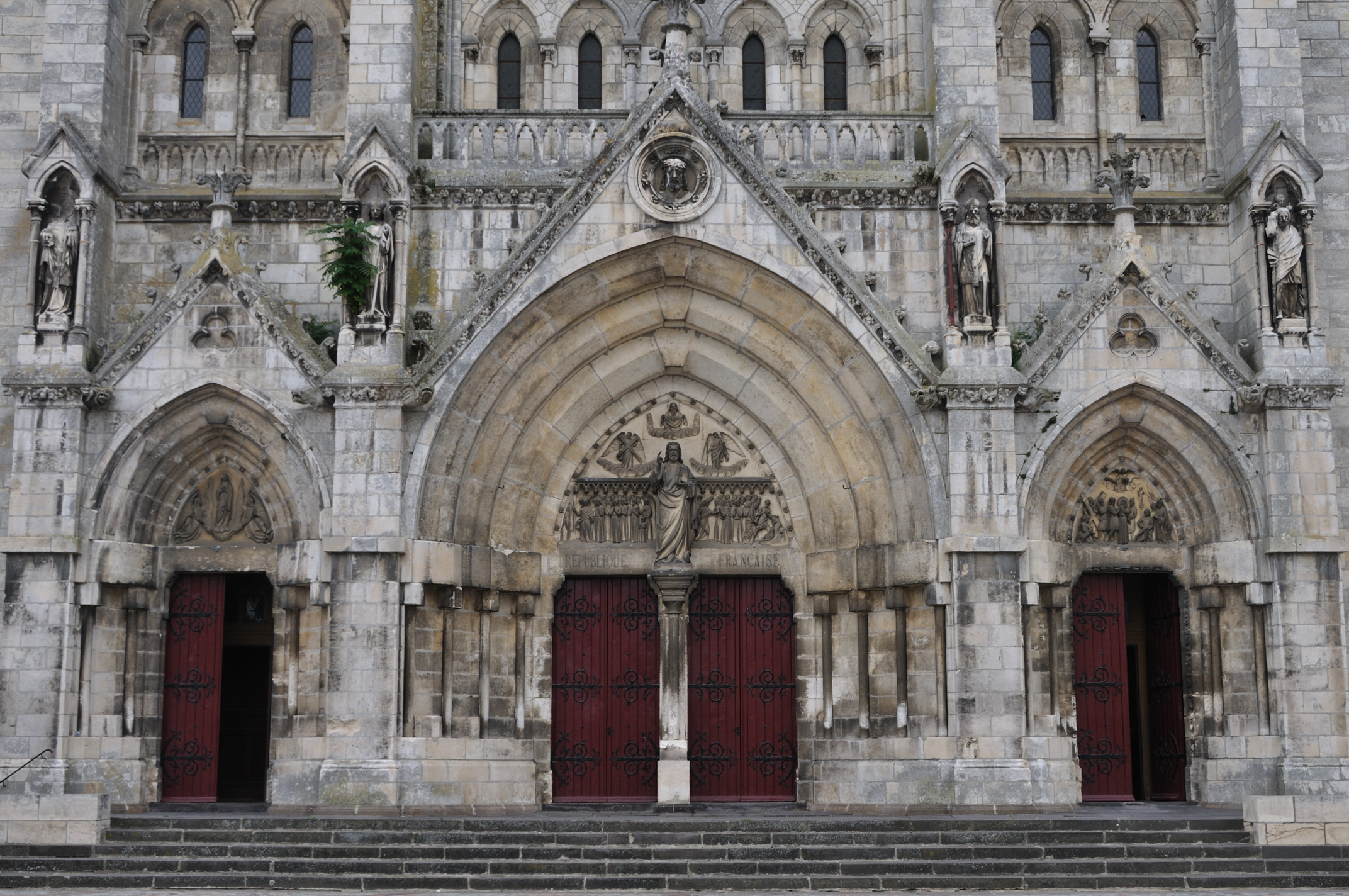
Le portail principal de l'église.
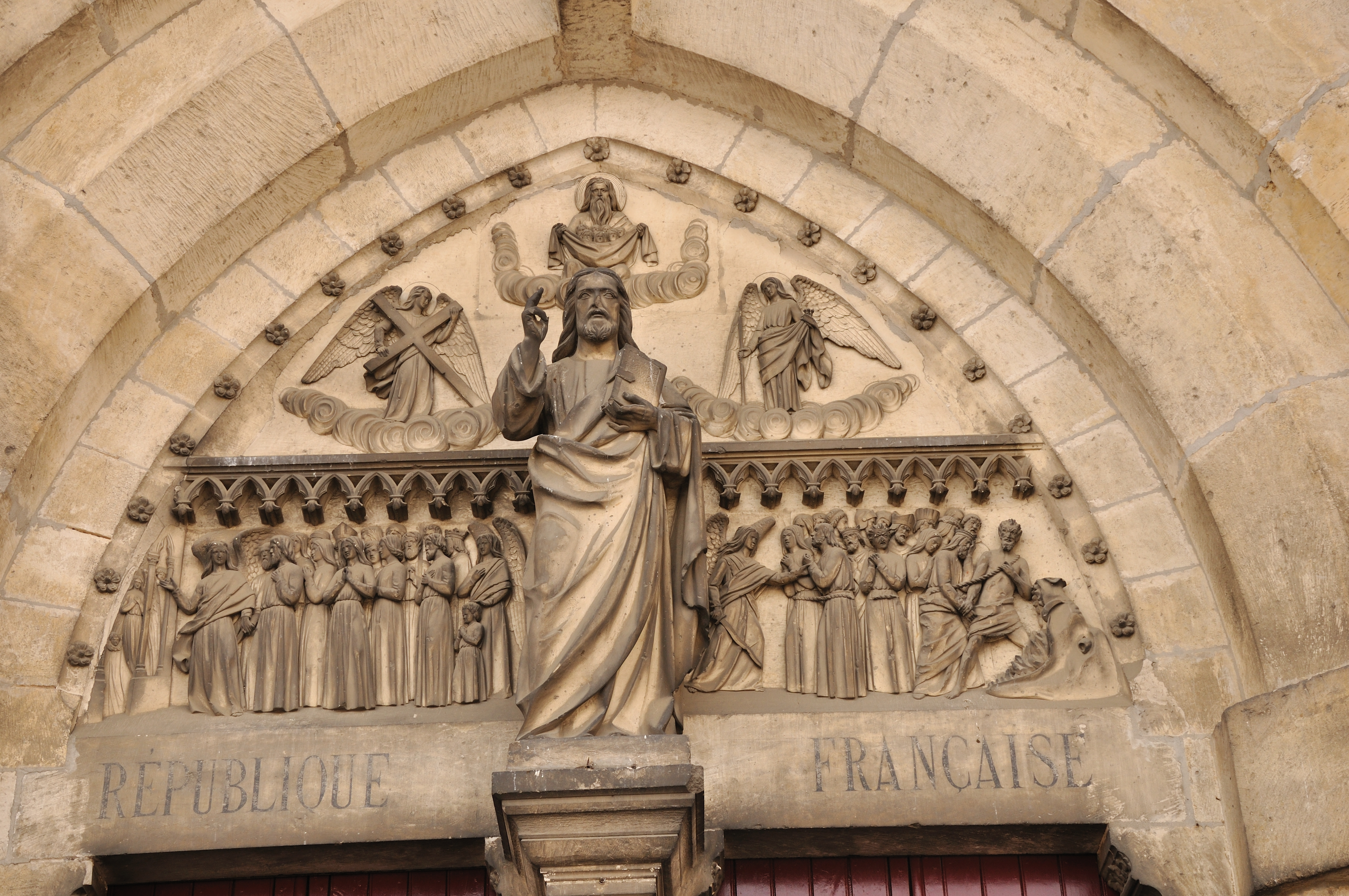
Statue de Jésus-Christ et bas-relief du portail principal.
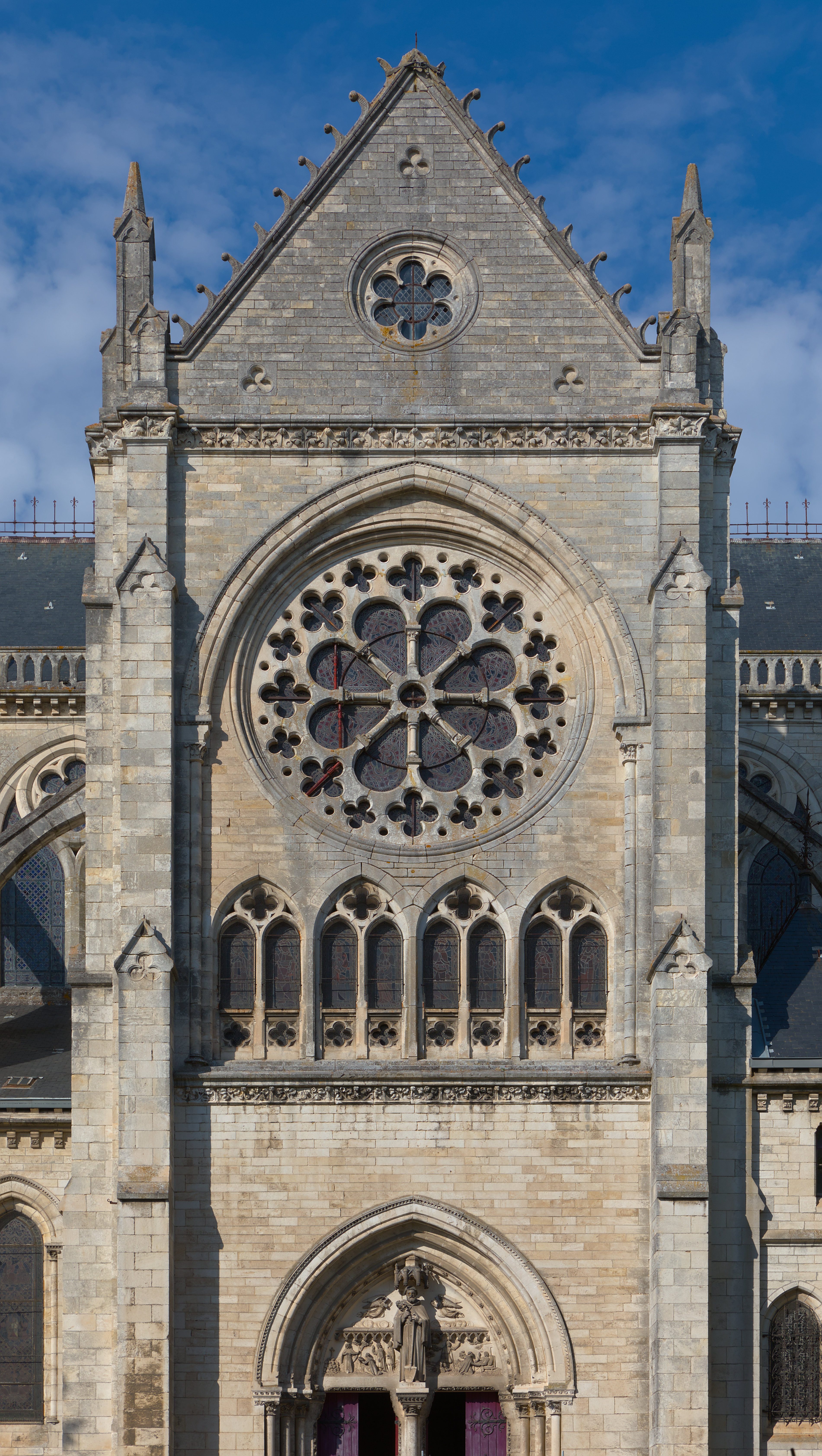
Le portail sud.
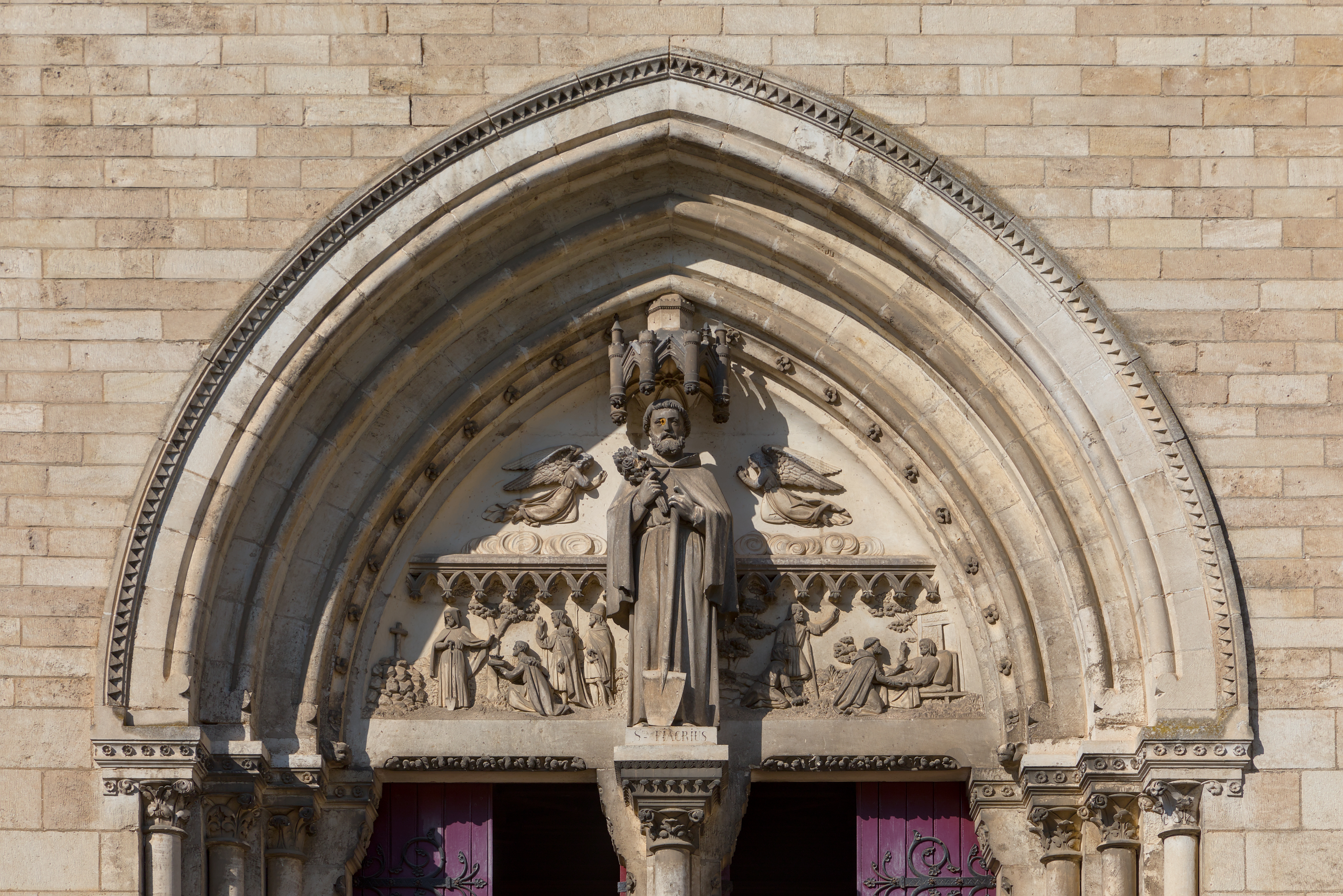
Tympan du portail sud.
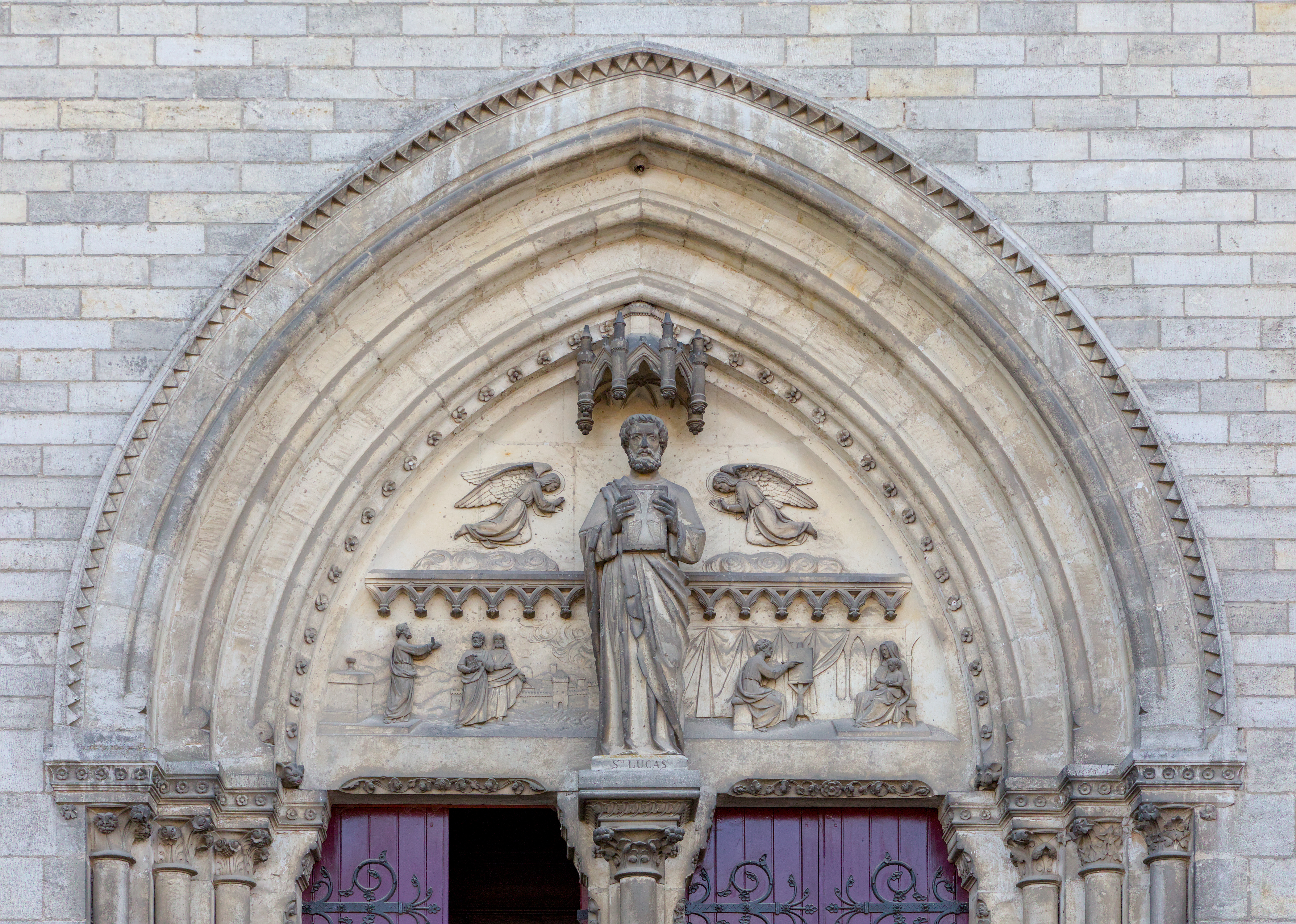
Tympan du portail nord.
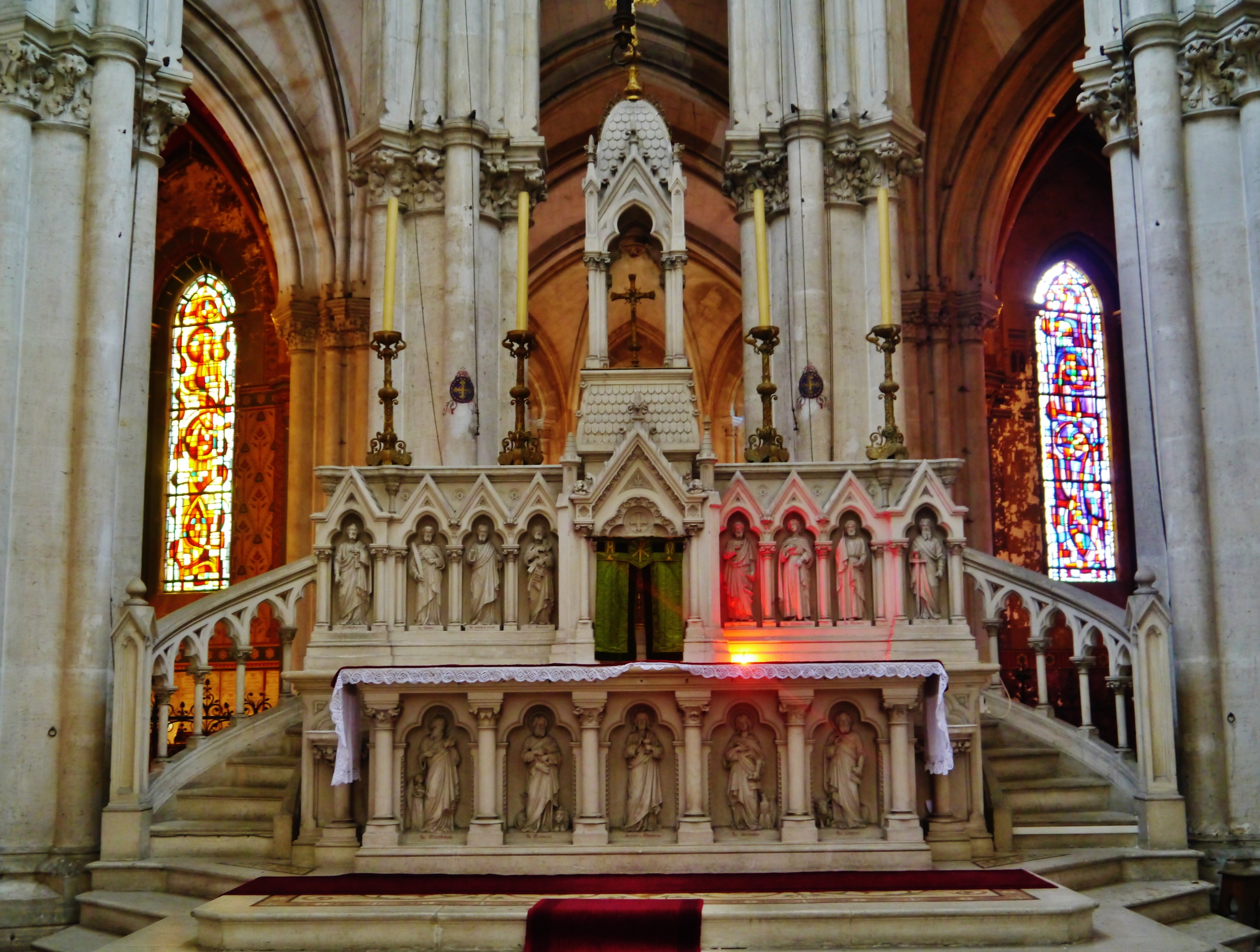
L'autel.
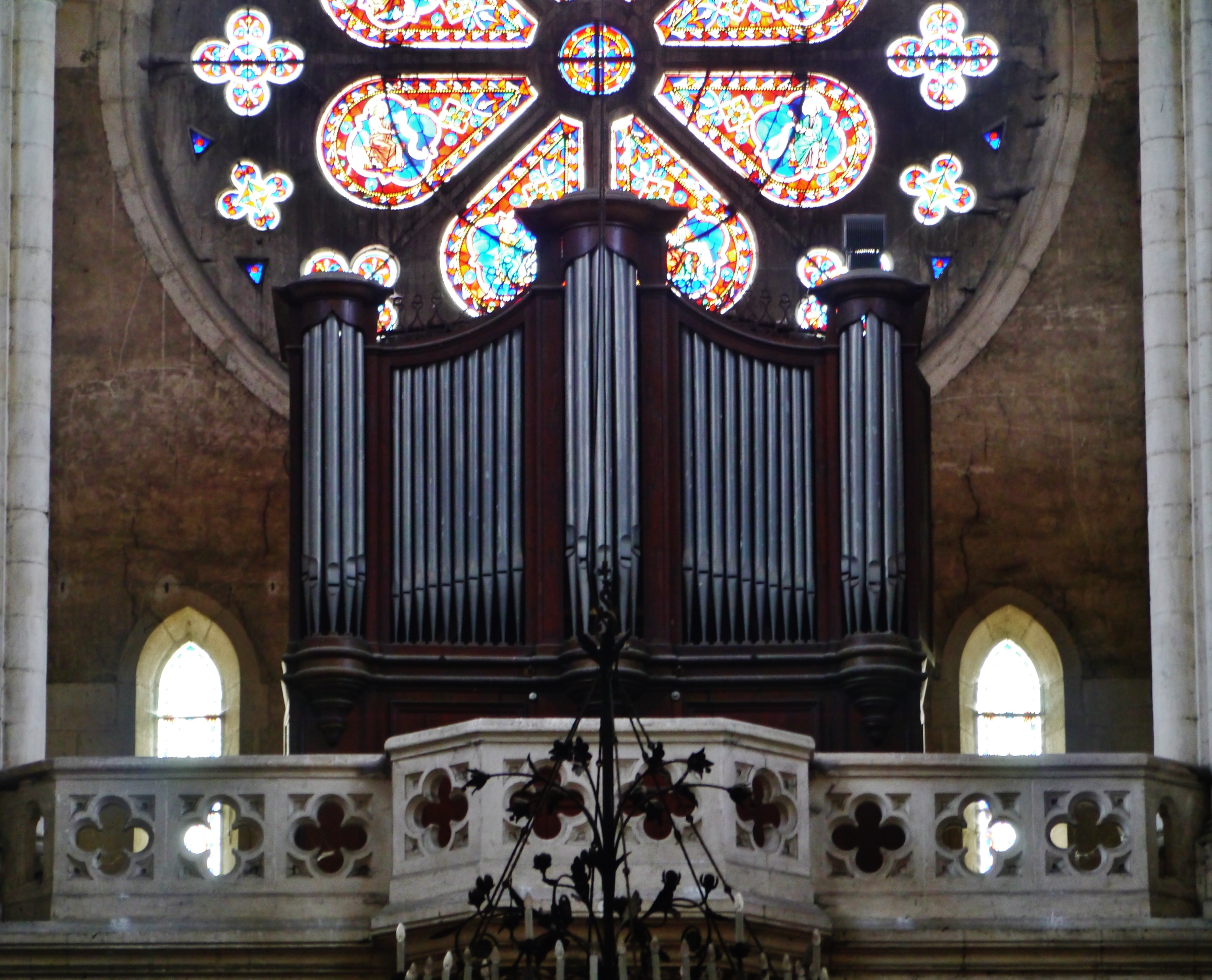
L'orgue de tribune.
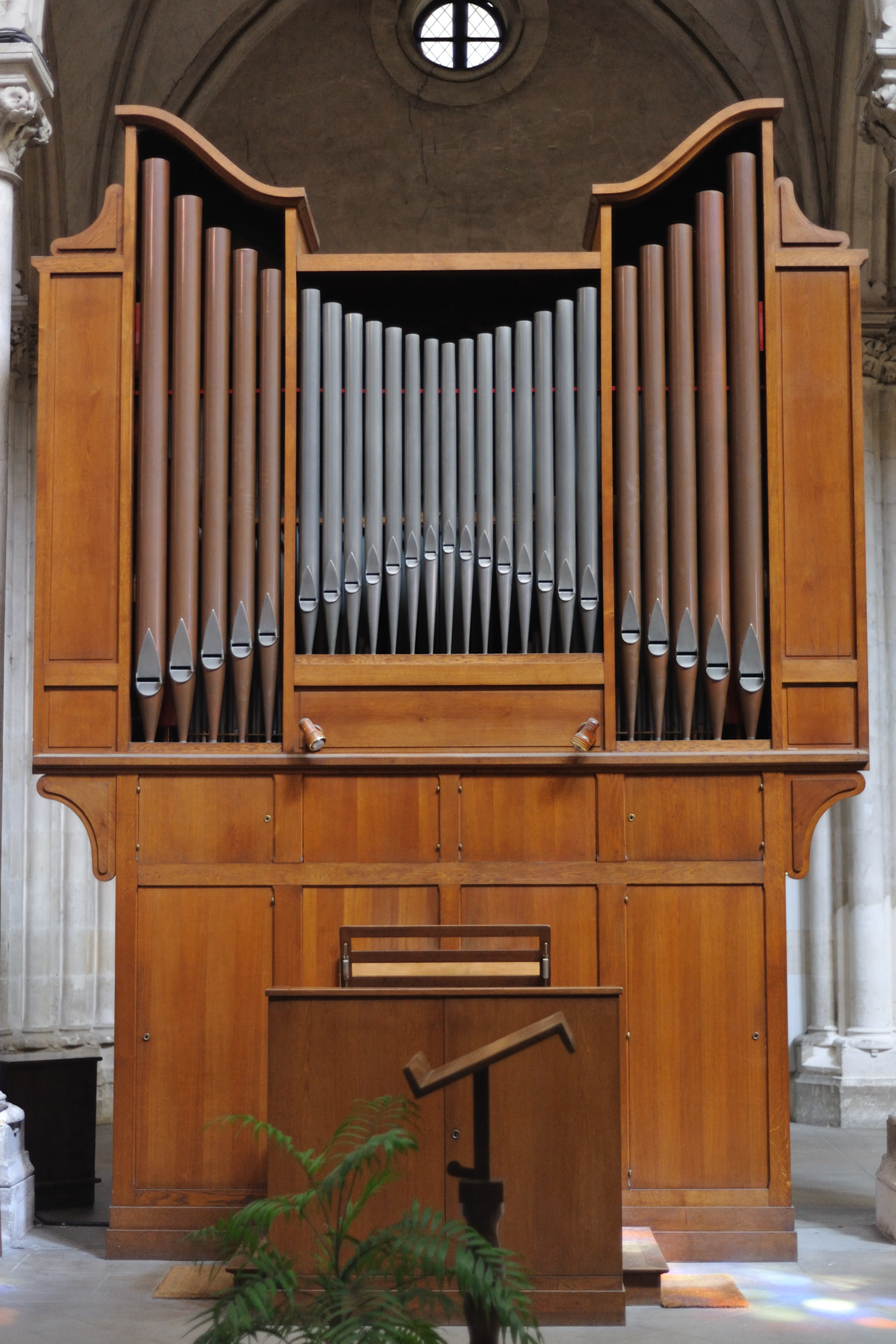
L'orgue de chœur.
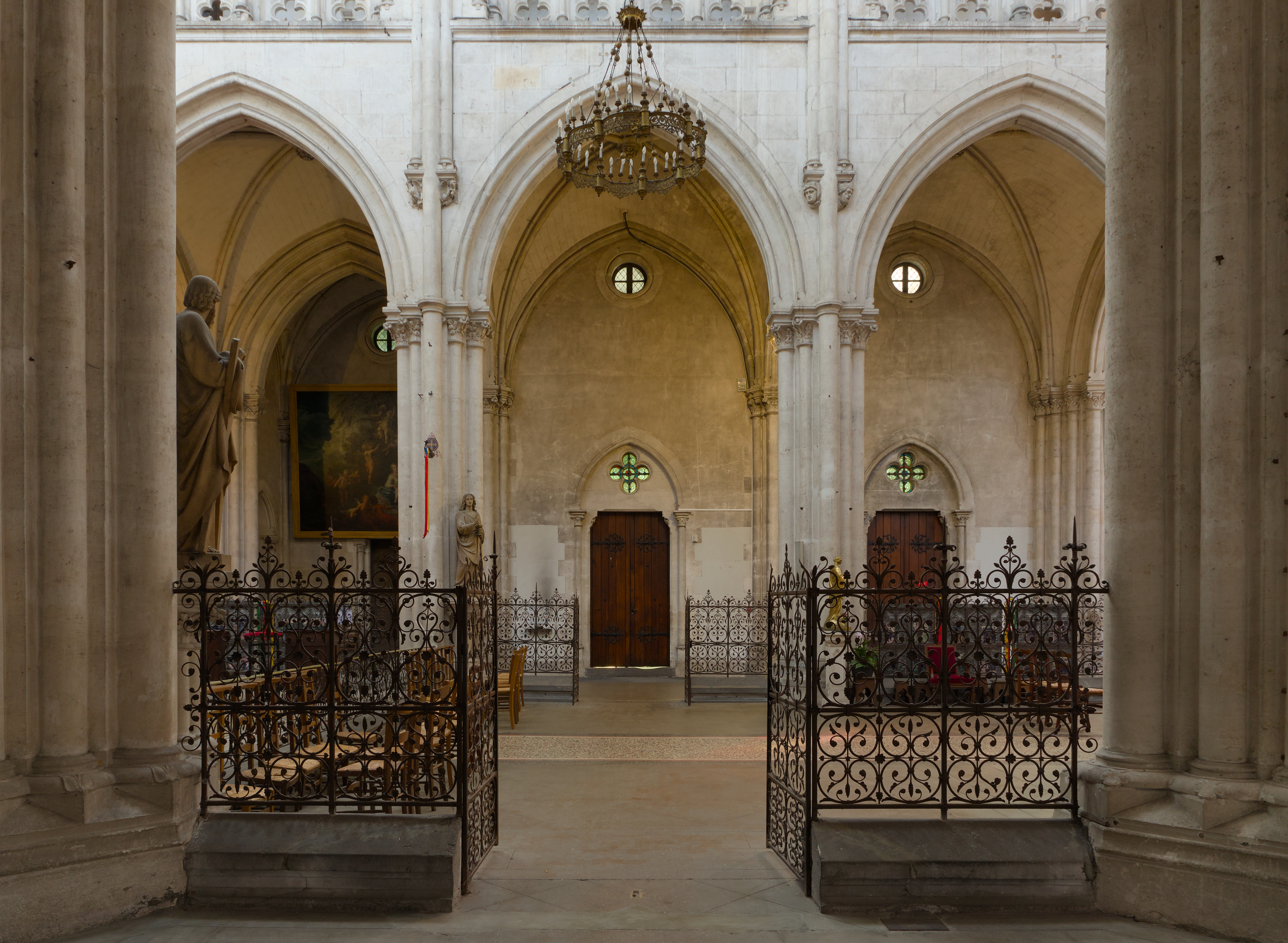
Vue latérale du chœur.
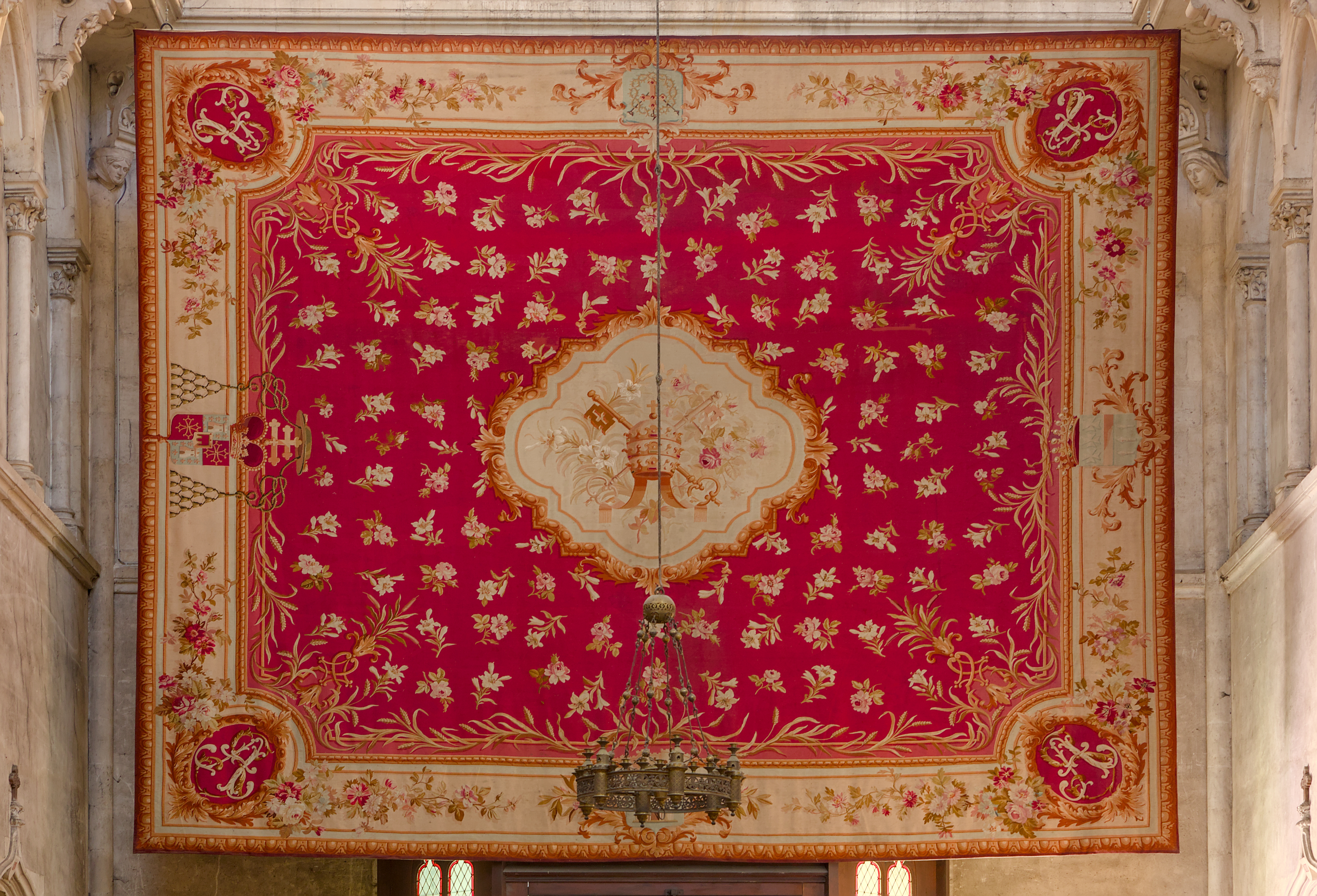
La tapisserie d'Aubusson suspendue dans le croisillon sud de l'église.